# Аргентина на зимних Олимпийских играх 1952
Аргентина принимала участие в Зимних Олимпийских играх 1952 года в Осло (Норвегия) в третий раз за свою историю, но не завоевала ни одной медали. Сборную страны представляла 1 женщина.

## Состав и результаты олимпийской сборной Аргентины

### Бобслей
Спортсменов — 4
Мужчины
| Соревнование | Спортсмены                                               | 1 заезд   | 1 заезд | 2 заезд   | 2 заезд | 3 заезд   | 3 заезд | 4 заезд   | 4 заезд | Итоговый результат | Итоговое место |
| Соревнование | Спортсмены                                               | Результат | Место   | Результат | Место   | Результат | Место   | Результат | Место   | Итоговый результат | Итоговое место |
| ------------ | -------------------------------------------------------- | --------- | ------- | --------- | ------- | --------- | ------- | --------- | ------- | ------------------ | -------------- |
| Четвёрки     | Карлос Томаси Роберт Бордеу Карлос Сарейсян Эктор Томаси | 1:20,15   | 13      | 1:19,81   | 6       | 1:19,35   | 10      | 1:19,54   | 7       | 5:18,85            | 8              |